# فرن ذاتي التنظيف
فرن ذاتي التنظيف هو فرن يستخدم درجة حرارة مرتفعة حوالي 500 درجة حرارة مئوية (900 درجة فهرنهايت) لحرق كل بواقي الطبخ، دون استخدام أي مواد كيميائية.
لدى الفرن ذاتي التنظيف طبقة تساعد على الانحلال الحراري، والتي تحول بقايا الطعام إلى رماد تحت درجة حرارة عالية تقارب 500 درجة مئوية، تبطن جدارن الفرن بطبقة مينا مزجج مقاوم للحموضة والحرارة.